# الجو الرمادي
الجو الرمادي عبارة عن مجموعة مفيدة من التقديرات التي تم إجراؤها لتطبيقات النقل الإشعاعي في دراسات الأجواء النجمية استنادًا إلى التبسيط الذي يشير إلى أن معامل الامتصاص {\displaystyle \alpha _{\nu }} للمادة داخل الغلاف الجوي ثابت لجميع ترددات الإشعاع الحاصل.

## التطبيق
تطبيق تقريب الغلاف الجوي الرمادي هو الطريقة الأساسية التي يستخدمها علماء الفلك لتحديد درجة الحرارة والخصائص الإشعاعية الأساسية للأجسام الفلكية بما في ذلك الشمس والكواكب ذات الغلاف الجوي والنجوم الأخرى والغيوم بين الغاز والغبار. على الرغم من أن النموذج يوضح ارتباطًا جيدًا بالرصدات، إلا أنه ينحرف عن نتائج الرصد لأن الأجواء الحقيقية ليست رمادية، على سبيل المثال امتصاص الإشعاع يعتمد على التردد.

## التقريب
التقريب الأساسي هو افتراض أن معامل الامتصاص، ويمثل عادةً {\displaystyle \alpha _{\nu }}، لا يعتمد على التردد {\displaystyle \nu } لمدى التردد الذي يعمل فيه، على سبيل المثال {\displaystyle \alpha _{\nu }\longrightarrow \alpha }.
عادةً ما يتم وضع عدد من الافتراضات الأخرى في وقت واحد:
1. الجو لهندسة جو متوازية المستويات.
2. الجو في توازن حراري إشعاعي.

هذه المجموعة من الافتراضات تؤدي مباشرة إلى متوسط الكثافة و دالة المصدر كونهما متعادلين بشكل مباشر لدالة بلانك للجسم الاسود في درجة الحرارة عند ذلك العمق البصري.
يمكن أيضًا استخدام تقريب إيدينغتون (انظر القسم التالي) اختياريًا لحل دالة المصدر. هذا يبسط النموذج إلى حد كبير دون تشويه النتائج بشكل كبير.

## اشتقاق وظيفة المصدر باستخدام تقريب إيدينغتون
ينطوي اشتقاق كميات مختلفة من نموذج الجو الرمادي على حل معادلة تفاضلية متكاملة، يكون حلها الدقيق معقدًا. لذلك، يستفيد هذا الاشتقاق من التبسيط المعروف باسم تقريب إيدنغتون. بدءًا من تطبيق نموذج موازٍ للمستوى، يمكننا أن نتخيل نموذجًا في الغلاف الجوي يتكون من طبقات متوازية مستوية مكدسة فوق بعضها البعض، حيث تكون الخصائص مثل درجة الحرارة ثابتة داخل المستوى. هذا يعني أن هذه العوامل هي وظيفة العمق المادي {\displaystyle z}، حيث يشير اتجاه z الموجب نحو الطبقات العليا من الجو. من هذا، من السهل أن نرى أن مسار الشعاع {\displaystyle ds} بزاوية {\displaystyle \theta } يمنح بواسطة
{\displaystyle ds={\frac {dz}{cos\theta }}}
نقوم الآن بتعريف العمق البصري كالتالي
{\displaystyle d\tau =-\alpha ds}
حيث {\displaystyle \alpha } هو معامل الامتصاص المرتبط بمختلف مكونات الجو. ننتقل الآن إلى معادلة نقل الإشعاع
{\displaystyle {\frac {dI}{ds}}=j-\alpha I}
حيث {\displaystyle I} هي الكثافة المحددة الكلية، {\displaystyle j} هو معامل الانبعاثات. بعد استبدال {\displaystyle ds} والقسمة على {\displaystyle -\alpha }
{\displaystyle \mu {\frac {dI}{d\tau }}=I-S}
حيث {\displaystyle S} هي ما يسمى دالة المصدر الكلي المعرفة بأنها النسبة بين معاملات الانبعاث والامتصاص. يمكن حل هذه المعادلة التفاضلية بضرب كلا الجانبين ب {\displaystyle e^{-\tau /\mu }}، إعادة كتابة الجانب الأيسر كما {\displaystyle {\frac {d}{d\tau }}(Ie^{-\tau /\mu })} ثم دمج المعادلة بأكملها فيما يتعلق بـ {\displaystyle \tau }. هذا يعطي الحل
{\displaystyle I(\tau ,\mu )={\frac {e^{\frac {\tau }{\mu }}}{\mu }}\int _{\tau }^{\infty }Se^{-{\frac {\tau }{\mu }}}d\tau }
حيث استخدمنا الحدود {\displaystyle \tau \in [\tau ,\infty )} ونحن ندمج في الخارج من بعض العمق ضمن الجو؛ لذلك {\displaystyle \mu \in [0,1]}. على الرغم من أننا أهملنا الاعتماد على تردد المعلمات مثل S، فإننا نعرف أنها دالة للعمق البصري، ومن أجل دمج هذا، نحتاج إلى وجود طريقة لاشتقاق دالة المصدر. نحدد الآن بعض المعلمات الهامة مثل كثافة الطاقة U، التدفق الكلي Fوضغط الإشعاع P على النحو التالي
{\displaystyle U={\frac {2\pi }{c}}\int _{-1}^{+1}Id\mu }
{\displaystyle F=2\pi \int _{-1}^{+1}I\mu d\mu }
{\displaystyle P={\frac {2\pi }{c}}\int _{-1}^{+1}I\mu ^{2}d\mu }
نحدد أيضا متوسط الشدة المحددة (المتوسط على جميع الترددات) كما يلي
{\displaystyle J={\frac {1}{2}}\int _{-1}^{+1}Id\mu }
نلاحظ على الفور أنه من خلال قسمة معادلة النقل الإشعاعي على 2 والتكامل على (معادلة)، لدينا
{\displaystyle {\frac {1}{4\pi }}{\frac {dF}{d\tau }}=J-S}
علاوة على ذلك، بضرب نفس المعادلة بواسطة {\displaystyle {\frac {\mu }{2}}} ودمج {\displaystyle \mu }، لدينا
{\displaystyle {\frac {dP}{d\tau }}={\frac {F}{c}}}
عن طريق استبدال متوسط الكثافة المحددة J في تعريف كثافة الطاقة، لدينا أيضًا العلاقة التالية
{\displaystyle J={\frac {c}{4\pi }}U}
الآن، من المهم أن نلاحظ أن التدفق الكلي يجب أن يبقى ثابتًا من خلال الجو لذلك
{\displaystyle {\frac {dF}{d\tau }}=0\iff J=S}
تُعرف هذه الحالة بالتوازن الإشعاعي. للاستفادة من ثبات التدفق الكلي، ندمج الآن (معادلة) للحصول على
{\displaystyle P={\frac {F}{c}}(\tau +\kappa )}
حيث {\displaystyle \kappa } ثابت من التكامل. نحن نعلم من الديناميكا الحرارية أنه بالنسبة لغاز متماثل في الخواص، تثبت العلاقة التالية
{\displaystyle P={\frac {1}{3}}U={\frac {4\pi }{3c}}J}
حيث استبدلنا العلاقة بين كثافة الطاقة ومتوسط الكثافة المحددة المشتقة سابقًا. على الرغم من أن هذا قد يكون صحيحًا في الأعماق السفلية داخل الجو النجمي، إلا أنه من شبه المؤكد أنه ليس كذلك. ومع ذلك، يفترض تقريب إيدينغتون أن هذا يثبت على جميع المستويات داخل الجو. مستبدلًا هذا في المعادلة السابقة للضغط يعطي
{\displaystyle J={\frac {3F}{4\pi }}(\tau +\kappa )}
وتحت شرط التوازن الإشعاعي
{\displaystyle S={\frac {3F}{4\pi }}(\tau +\kappa )}
هذا يعني أننا قد حللنا دالة المصدر باستثناء ثابت التكامل. مستبدلين هذه النتيجة في حل معادلة نقل الإشعاع ويعطي التكامل
{\displaystyle I(\tau =0,\mu )={\frac {3F}{4\pi }}{\frac {e^{\tau /\mu }}{\mu }}\int _{0}^{\infty }(\tau +\kappa )e^{-\tau /\mu }d\tau ={\frac {3F}{4\pi }}(\mu +\kappa )}
لقد قمنا هنا بتعيين الحد الأدنى لـ (معادلة) على الصفر، وهي قيمة العمق البصري على سطح الغلاف الجوي. سيمثل هذا إشعاعًا يخرج من سطح الشمس، على سبيل المثال. أخيرًا، استبدل ذلك بتعريف التدفق الكلي ويعطي التكامل
{\displaystyle F=2\pi \int _{0}^{+1}I\mu d\mu ={\frac {3F}{2}}\int _{0}^{+1}(\mu ^{2}+\kappa \mu )d\mu ={\frac {3F}{2}}({\frac {1}{3}}+{\frac {\kappa }{2}})}
لذلك، {\displaystyle \kappa ={\frac {2}{3}}} وتُعْطَى دالة المصدر بواسطة
{\displaystyle S(\tau )={\frac {3F}{4\pi }}(\tau +{\frac {2}{3}})}

## حل درجة الحرارة
عند تحديد اللحظتين الأولى والثانية من معادلة النقل الإشعاعي، وتطبيق العلاقة أعلاه وتقريب حد التيارين، يؤدي إلى معلومات حول كل من اللحظات الأعلى. اللحظة الأولى لمتوسط الكثافة (معادلة) ثابتة بغض النظر عن العمق البصري:
{\displaystyle H(\tau )=H}
يتم إعطاء اللحظة الثانية لمتوسط الكثافة {\displaystyle K} بواسطة:
{\displaystyle K(\tau )=\tau H+2/3H=1/3J(\tau )}
لاحظ أن تقريب إيدينغتون هو نتيجة مباشرة لهذه الافتراضات.
تحديد درجة حرارة فعالة (معادلة) لتدفق إيدينغتون H وتطبيق قانون ستيفان-بولتزمان ، أدركت هذه العلاقة بين درجة الحرارة الفعالة الملاحظة خارجياً والداخلية درجة حرارة الجسم الأسود T للمتوسط.
{\displaystyle K(\tau )=\tau H+2/3H=1/3J(\tau )}
نتائج حل الجو الرمادي: درجة الحرارة المرصودة {\displaystyle T_{eff}} هي مقياس جيد لدرجة الحرارة الحقيقية T على عمق {\displaystyle H} ودرجة حرارة الغلاف الجوي العليا {\displaystyle T}
هذا التقريب يجعل دالة المصدر خطية في العمق البصري.
{\displaystyle T^{4}=T_{eff}^{4}{\frac {3}{4}}\left(\tau +{\frac {2}{3}}\right)}